# ميلتون براون (موسيقي)
ميلتون براون (بالإنجليزية: Milton Brown)‏ هو قائد فرقة ‏ ومغني وموسيقي أمريكي، ولد في 7 سبتمبر 1903، وتوفي في 18 أبريل 1936 في فورت وورث في الولايات المتحدة.

## وصلات خارجية
- ميلتون براون على موقع ميوزك برينز (الإنجليزية)
- ميلتون براون على موقع إن إن دي بي (الإنجليزية)
- ميلتون براون على موقع أول ميوزيك (الإنجليزية)